# جيمي شيريزير
جيمي شيريزير (مواليد 1976 أو 1977) هو زعيم عصابة من هايتي حيث يرأس عصابة g9 وهي عبارة عن تحالف يتكون من 9 عصابات مقرها بورت أو برانس.